# Карлос Друммонд де Андраде (аэропорт)
Аэропорт Пампульи имени Карлоса Друммонд де Андраде (порт. Aeroporto Carlos Drummond de Andrade, Aeroporto da Pampulha)  (Код ИАТА: PLU) — аэропорт, расположенный в административном районе Пампулья, в 8 километрах от центра города Белу-Оризонти, в штате Минас-Жерайс, в Бразилии.
16 ноября 2004 года президент Бразилии Луис Инасиу Лула да Силва официально поменял имя аэропорта на Аэропорт Белу-Оризонти/Пампулья — Карлос Драммонд де Андраде (Aeroporto de Belo Horizonte/Pampulha — Carlos Drummond de Andrade) в честь бразильского поэта Карлоса Друммонда де Андраде, родившегося в городе Итабира, штат Минас-Жерайс.
В апреле 2005 года правительство штата решило переместить большую часть своего аэродвижения в международный аэропорт Танкреду Невес (также известен под названием Конфинс) так, как аэропорт Пампулья не мог обслуживать такое количество пассажиров, которое приходилось на его долю.
С тех пор в аэропорту Пампульи может обслуживаться только самолёт, число мест которого составляет до 50 пассажиров. Поэтому, большинство рейсов связано с внутри штатными поездками и гражданской авиацией.

## История
В первой половине 1930-х годов аэропорт Пампулья считали подходящим для гражданской авиации, и 2 сентября 1936 года, согласно закону № 76, правительством было предоставлено разрешение авиакомпании Panair do Brasil S/A на право исследования линии воздушного сообщения между Белу-Оризонти и Рио-де-Жанейро.
В 1943 году взлётно-посадочная полоса аэропорта была увеличена до 1500 м, а в 1953 году до 1700 метров.
В 1961 году длина взлётно-посадочной полосы достигла текущих 2540 м., также была сделана новая рулёжная дорожка, введённая в эксплуатацию, со способностью принимать самолёты более крупного размера.
В 1973 году Белу-Оризонти/Пампулья начал управляться компанией Infraero.
В январе 1984 года министерством аэронавтики Бразилии был открыт аэропорт Конфинс (позже официально известный как международный аэропорт Танкреду Невес). В декабре 1983 года, перед открытием нового международного аэропорта Танкреду Невес, ежегодная пропускная способность аэропорт Пампулья составляла 1 150 000 пассажиров и 24 000 операций приземлений и взлётов самолётов, включая самолёты среднего вида, такие, как Boeing 737 и Boeing 727.
Большая часть этого движения была немедленно передана новому аэропорту Танкреду Невес. Однако, расстояние до центра Белу-Оризонти и ненадёжный транспорт создали огромное давление, в результате чего почти все полёты снова проводились в аэропорту Пампулья, который по большей части оставил без рейсов Танкреду Невес, в то время как сам Пампулья был переполнен.
Приблизительно в 2004 году аэропорт принимал почти 140 ежедневных рейсов, даже с его небольшой площадью, всегда имея переполненный терминал людей. Так, в 2005 году губернатор Аесиу Невес (Aécio Neves) инвестировал капитал в программу развития аэропорта и присвоения ему статуса главного аэропорта Белу-Оризонти .
Сегодня Карлос Друммонд де Андраде становится центром региональной авиации почти с 50 регулярными рейсами в будние дни. Является самым загруженным региональным аэропортом страны .

## Авиалинии и направления
| Авиалинии | Назначения |
| --------- | --- |
| TRIP      | Араша, Кабу-Фриу, Кампинас, Кампу-Гранди, Каскавел, Куритиба, Диамантина, Гояния, Говернадор-Валадарис, Ипатинга, Жуис-ди-Фора, Монтис-Кларус, Патус-ди-Минас, Рибейран-Прету, Риу-Верди, Рио-де-Жанейро (Сантос-Дюмон), Салвадор, Сан-Жуан-дел-Рей, Убераба, Уберландия, Витория, Витория-да-Конкиста |
| Passaredo | Рибейран-Прету, Сан-Жозе-ду-Риу-Прету, Куритиба, Гояния, Бразилиа и Ресифи |

## Пассажирское движение
| Год  | Количество пассажиров |
| ---- | --------------------- |
| 2003 | 2 971 418             |
| 2004 | 3 194 715             |
| 2005 | 1 281 745             |
| 2006 | 800 940               |
| 2007 | 759 824               |
| 2008 | 561 189               |
| 2009 | 598 360               |
| 2010 | 505 119               |

## Будущие разработки
31 августа 2009 года Infraero представил план модернизации   аэропорта Карлос Друммонд де Андраде, сосредоточившись на приготовлениях к чемпионату мира по футболу 2014 года, который будет проходить в Бразилии. Таким образом будут вложены инвестиции в:
- Новый контрольно-диспетчерский пункт. Стоимость 5.6. Завершение: ноябрь 2010 года.
- Увеличение перрона. Стоимость 1.6. Завершение: июль 2013 года.